# Green Hills (Pennsylvanie)
Green Hills est un borough situé au centre du comté de Washington, en Pennsylvanie, aux États-Unis,. En 2010, il comptait une population de 29 habitants, estimée au 1er juillet 2020 à 27 habitants.

## Démographie
Lors du recensement de 2010, le borough comptait une population de 29 habitants. Elle est estimée, en 2020, à 27 habitants.